# Kostel Zmrtvýchvstání (Hof)
Kostel Zmrtvýchvstání je kostel evangelicko-luteránské církevní komunity v městské části Moschendorf města Hofu. Byl postaven v letech 1928/1929. Od roku 1951 je střediskem samostatné církevní obce. Náleží k hofskému děkanátu.